# Deinopa lilacina
Deinopa lilacina är en fjärilsart som beskrevs av George Francis Hampson 1926. Deinopa lilacina ingår i släktet Deinopa och familjen nattflyn. Inga underarter finns listade i Catalogue of Life.